# 前304年
| 千纪： | 前1千纪 |
| 世纪： | 前5世纪 \| 前4世纪 \| 前3世纪 |
| 年代： | 前330年代 \| 前320年代 \| 前310年代 \| 前300年代 \| 前290年代 \| 前280年代 \| 前270年代                                                                             |
| 年份： | 前309年 \| 前308年 \| 前307年 \| 前306年 \| 前305年 \| 前304年 \| 前303年 \| 前302年 \| 前301年 \| 前300年 \| 前299年                                               |
| 纪年： | 周赧王十一年 魯平公十九年 齊宣王十六年 趙武靈王二十二年 魏襄王十五年 韓襄王八年 秦昭襄王三年 楚懷王二十五年 宋康王二十五年 衛嗣君三十一年 燕昭王十年 中山王𫲨𧊒六年 |

## 大事記
秦昭襄王與楚懷王盟於黃棘，秦国上庸把给了楚国。

## 出生
- 阿育王，是印度孔雀王朝的第三代君主。（约前304年－前232年）
- 埃拉西斯特拉图斯，古希腊解剖学家和塞琉古王国君主塞琉古一世的御用医生。